# Blastemanthus gemmiflorus
Blastemanthus gemmiflorus är en tvåhjärtbladig växtart som först beskrevs av Carl Friedrich Philipp von Martius, och fick sitt nu gällande namn av Jules Émile Planchon. Blastemanthus gemmiflorus ingår i släktet Blastemanthus och familjen Ochnaceae. Inga underarter finns listade i Catalogue of Life.